# Säule für Lichtreklame

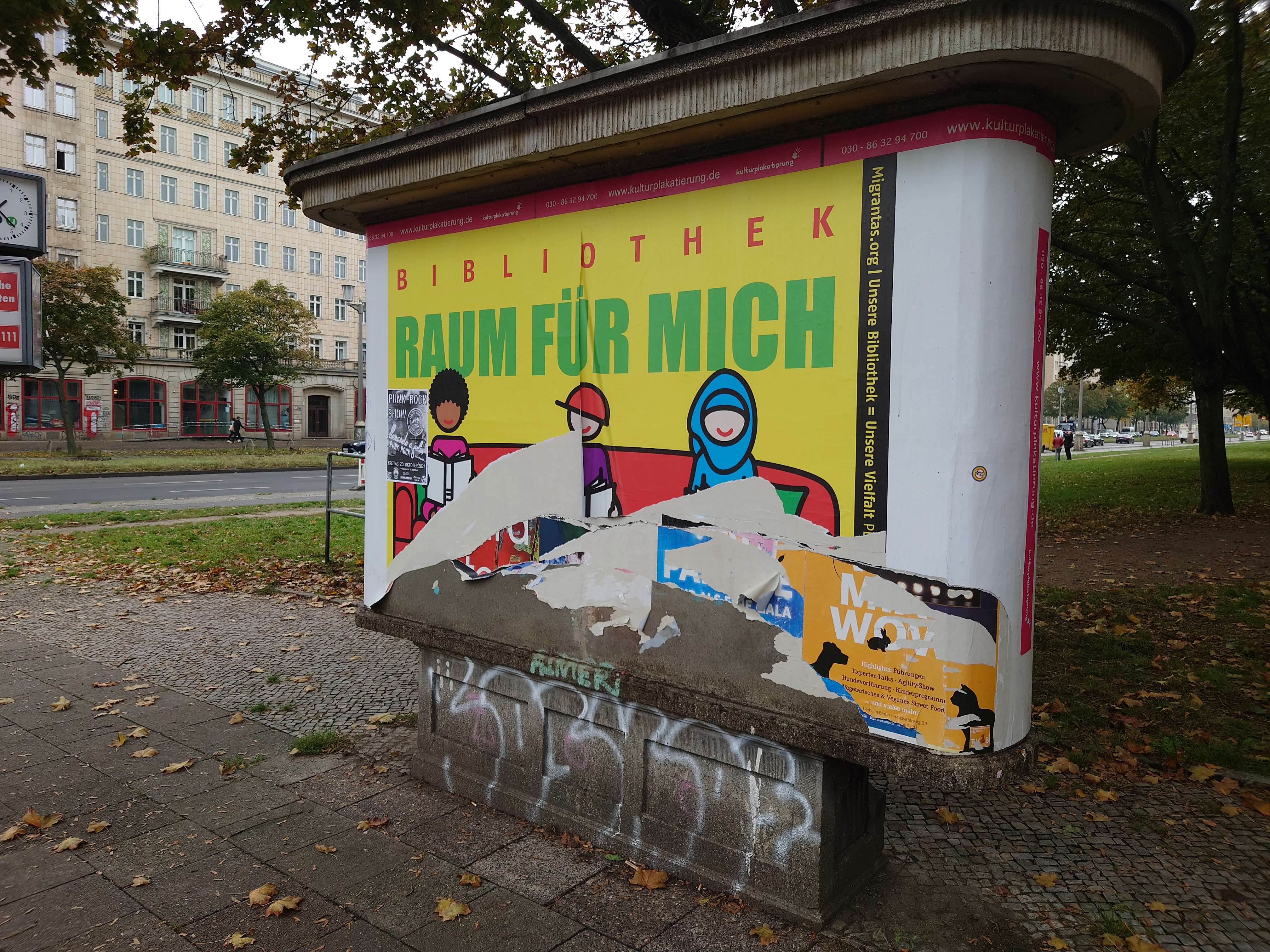
Säule für Lichtreklame
Frankfurter Allee / Ecke Proskauer Straße

Die Säule für Lichtreklame ist ein Stadtmöbel an der Karl-Marx-Allee und Frankfurter Allee in Berlin-Friedrichshain, das im Jahr 1956 an drei Stellen der damaligen Stalinallee aufgestellt wurde. Es ersetzte bis dahin zu Reklamezwecken verwendete Litfaßsäulen. Die drei Säulen stehen seit den 2010er Jahren unter Denkmalschutz.

## Geschichte und Beschreibung
Zusammen mit dem kompletten Neubau von Wohnbauten entlang der kriegszerstörten Großen Frankfurter Straße und Frankfurter Allee (die 1949 in Stalinallee umbenannt wurden) entstand die zugehörige Infrastruktur wie Kandelaber, Fußwege, Stromverteiler und Reklameflächen. Mitglieder des Architektenkollektivs Hanns Hopp hatten für die Plakate im Jahr 1952 eine zweiseitig sichtbare flache Betonsäule entworfen. Sie bot eine großzügige Fläche, um Werbung und Hinweisgebung darauf gut sichtbar zu platzieren. 
Über einem etwa vier Meter langen, knapp 40 Zentimeter breiten und wohl um 40 Zentimeter hohen Betonsockel mit stark abgerundeten Ecken wurde beidseitig eine glatte für Plakatanschläge geeignete Fläche mit einer Höhe von geschätzt zwei Metern platziert. Zur besseren Erkennbarkeit der Werbung trug der flache überkragende Betondeckel nach unten gerichtete Leuchtflächen, vermutlich mit einer Reihe Glühlampen bestückt. Das Dach war zum Schutz vor der Witterung mit aufgefaltetem Zinkblech versehen. Die Beleuchtung wurde in den späteren Jahren abgeschaltet, Kabel und Leuchtkörper entfernt und die Montagekanäle mit Flachmaterial zugeschraubt. Das Fach für die Stromanschlüsse im Sockel der Säule ist ebenfalls dauerhaft verschlossen. 

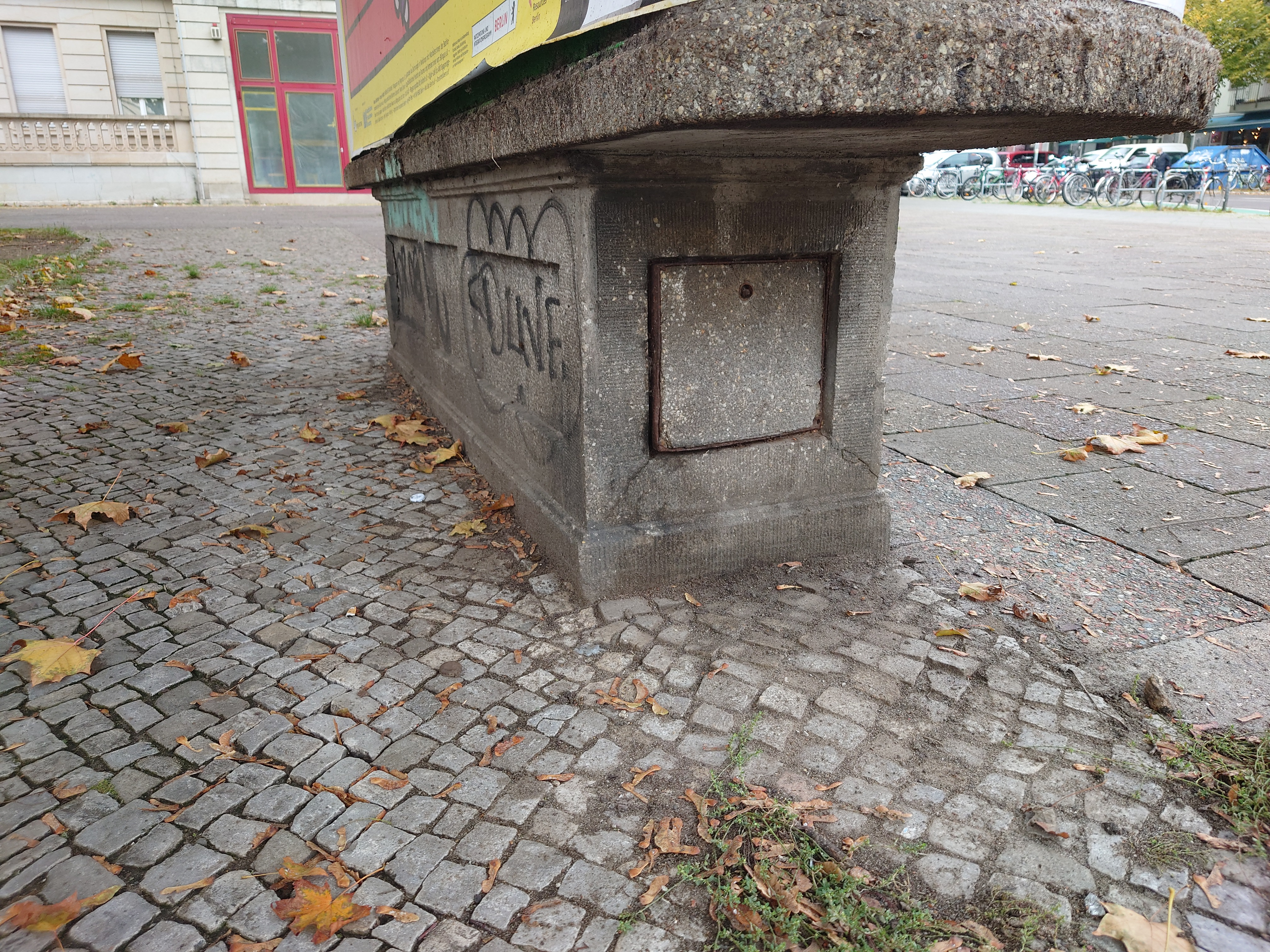
Anschlussbox
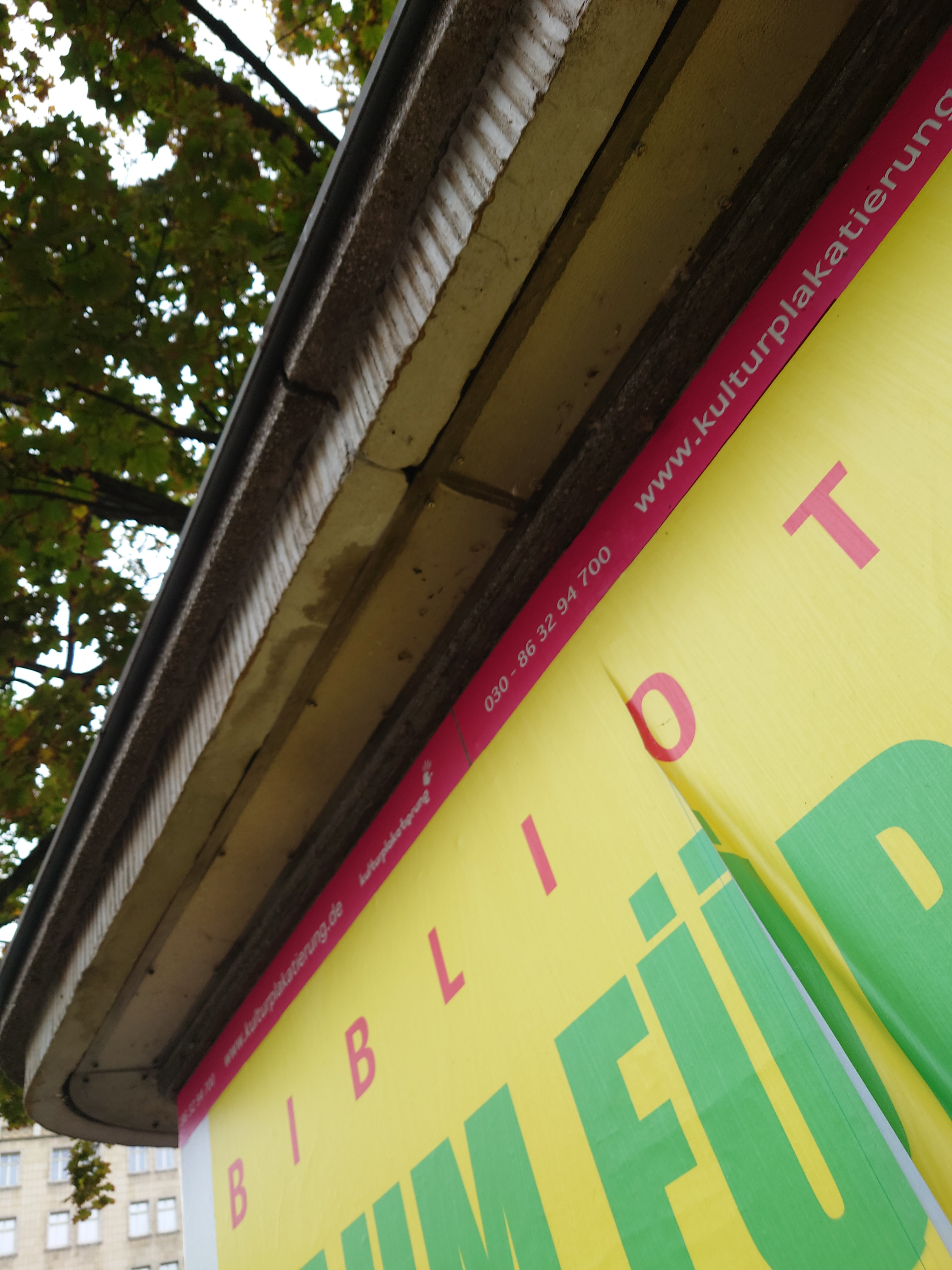
Beleuchtung
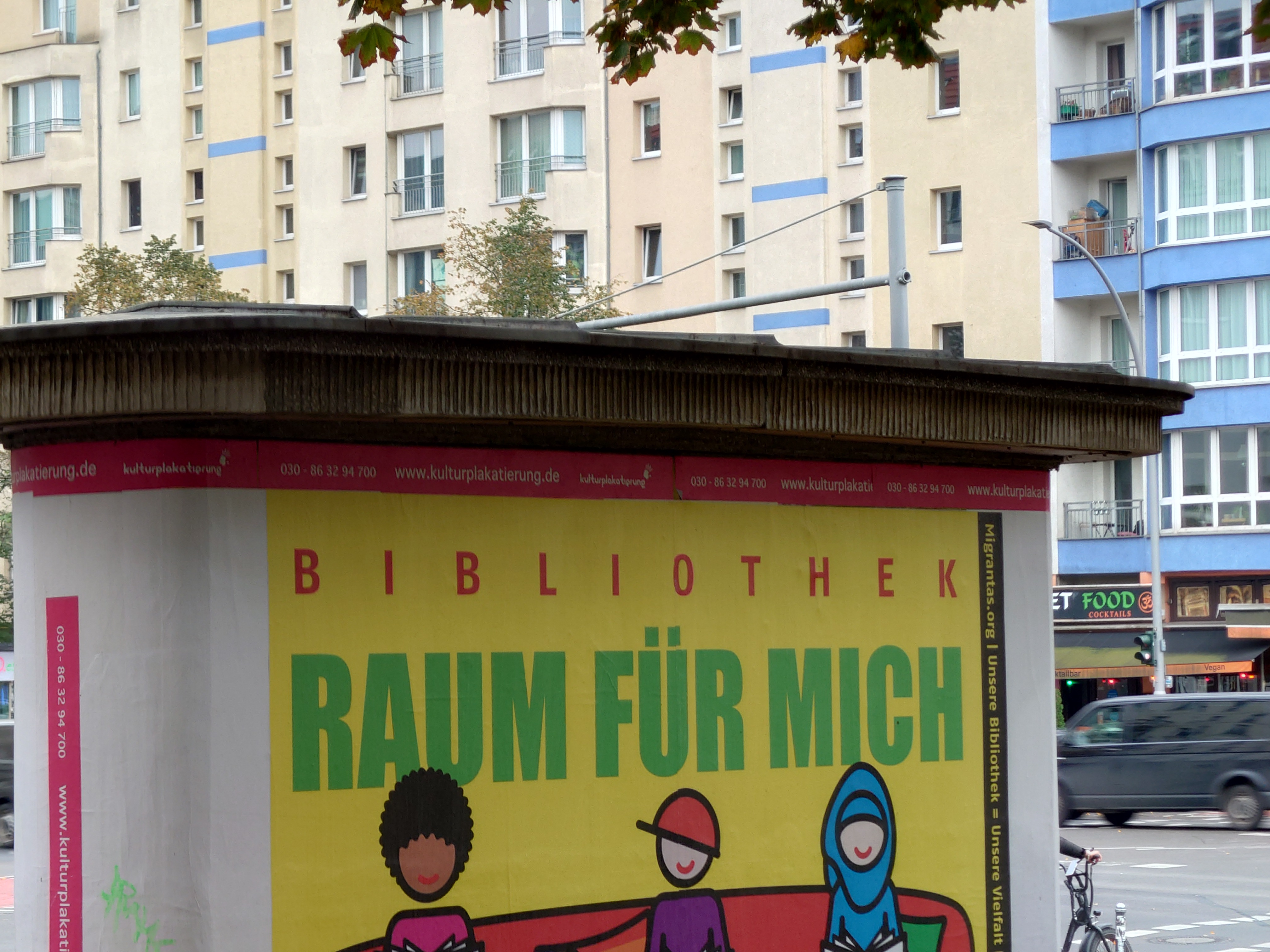
Dachseite

Obwohl mit modernen Werbemitteln wie Leuchtkästen oder drehbaren Lichtsäulen längst schneller und wirksamer zu aktualisierende Möglichkeiten vorhanden sind und vielerorts eingesetzt werden, sind drei der genannten Lichtsäulen erhalten und werden gezielt weiterhin mit Plakaten beklebt, wie das Foto vom Oktober 2023 zeigt.
Standorte
- Karl-Marx-Allee 100 am U-Bahnhof Weberwiese[1]
- Karl-Marx-Allee 127 Nähe Filmtheater Kosmos[2]
- Frankfurter Allee 27 Ecke Proskauer Straße[3]